# Thomas Strakosha
Thomas Strakosha (Atene, 19 marzo 1995) è un calciatore albanese, portiere dell'AEK Atene e della nazionale albanese.

## Biografia
Nato ad Atene da genitori albanesi, è figlio di Foto, allenatore ed ex portiere della nazionale albanese. Suo fratello più grande, Dhimitri, è anch'egli calciatore.

## Caratteristiche tecniche
Portiere dotato di buona esplosività e reattività. La sua qualità migliore sono le parate in mezzo ai pali, ma le respinte sono spesso corte e centrali, cosa che ha comportato rischi di ribattuta a rete da parte di avversari. I rinvii, le uscite, il posizionamento della barriera sui calci piazzati e la comunicazione con la difesa sono punti in cui ha dimostrato molte lacune.

## Carriera

### Club

#### Gli inizi
Dopo essere stato promosso titolare nella squadra primavera della Lazio, nel 2013, in seguito alla cessione di Juan Pablo Carrizo all'Inter, diviene il terzo portiere della prima squadra. Con la squadra primavera vince un Campionato nella stagione 2013-14. Nella stagione successiva vince la Coppa Italia Primavera.

#### La Lazio e il prestito alla Salernitana

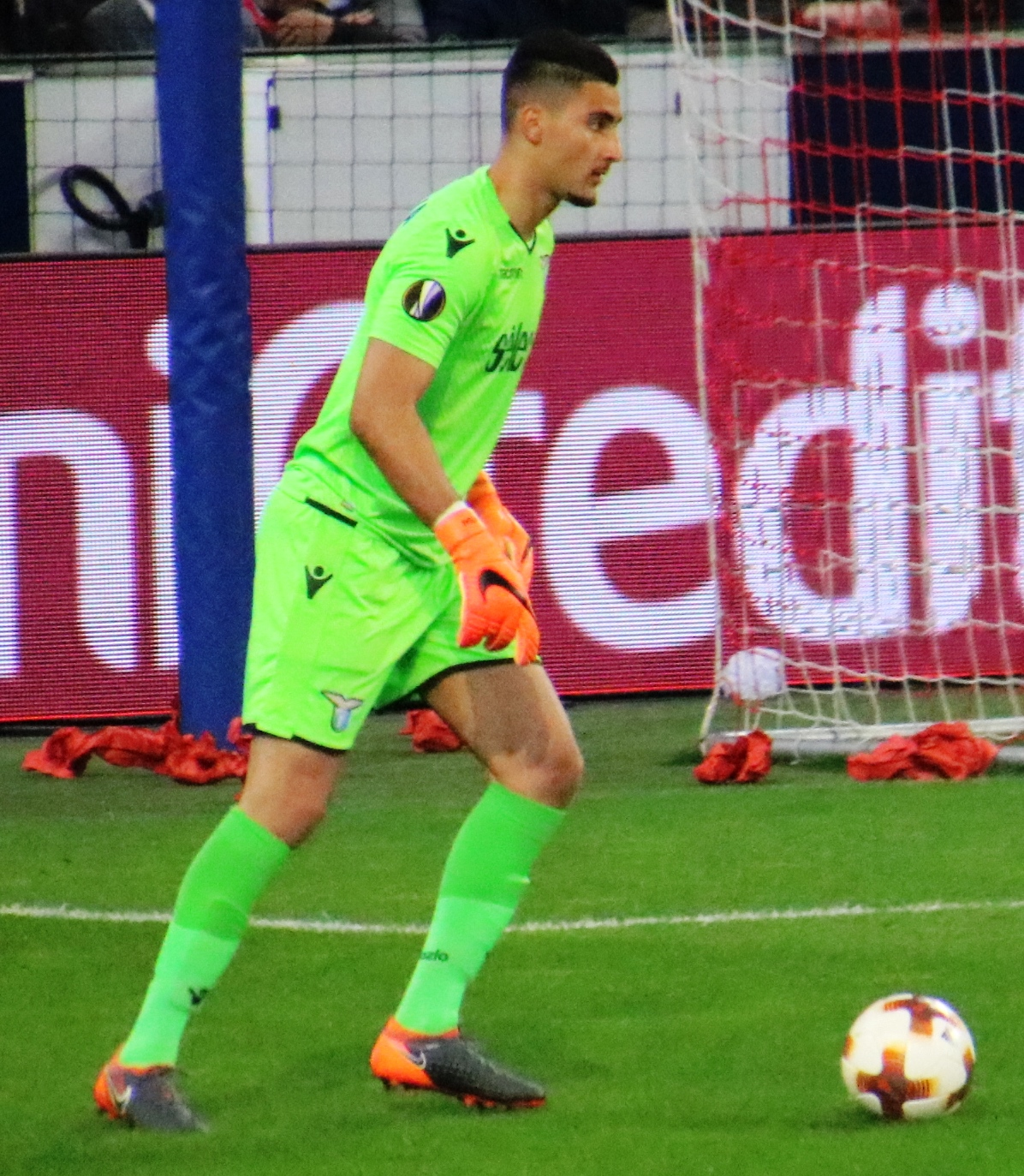
Strakosha con la maglia della Lazio nel 2018

Il 26 maggio 2013 si aggiudica la Coppa Italia ai danni dei rivali storici della Roma, vincendo la partita per 1-0. Il 18 agosto 2013, pur non scendendo in campo, perde la Supercoppa italiana 2013 contro la Juventus per 4-0. Il 20 maggio 2015 perde la finale di Coppa Italia, dove la Lazio viene sopraffatta dalla Juventus per 2-1.
Nel luglio del 2015 si trasferisce, con la formula del prestito, alla Salernitana, formazione di Serie B. Dopo tante panchine con la maglia della Lazio, il 9 agosto 2015 arriva l'esordio nel calcio professionistico in occasione del secondo turno di Coppa Italia, vinto per 1-0, contro il Pisa. Il 6 settembre successivo disputa anche la prima partita in Serie B, in occasione della vittoria casalinga per 3-1 contro l'Avellino. Conclude l'esperienza a Salerno con 13 presenze e 16 reti subite.
Nella stagione successiva fa rientro alla Lazio e, dopo la cessione del connazionale Etrit Berisha, diviene il secondo portiere alle spalle di Federico Marchetti. Il 20 settembre 2016 arriva l'esordio in Serie A in occasione della trasferta persa per 2-0 contro il Milan. Il 17 maggio 2017, disputando l'intera partita, perde la sua seconda finale di Coppa Italia, poiché la sua squadra viene superata, per 2-0, dalla Juventus. La sua prima stagione da protagonista con indosso i colori biancocelesti si conclude con un totale di 25 presenze e 33 reti subite.
Il 13 agosto 2017 vince il suo secondo titolo in maglia biancoceleste quando la Lazio si impone per 2-3 sulla Juventus nella partita valida per l'assegnazione della Supercoppa italiana 2017. Il 14 settembre successivo disputa la sua prima partita di Europa League in occasione della trasferta vinta per 2-3 contro gli olandesi del Vitesse. Il 14 ottobre 2017, nella trasferta vinta per 1-2 contro la Juventus, para a Paulo Dybala il suo primo calcio di rigore. Conclude la stagione con la vittoria della Supercoppa italiana e 53 presenze, subendo 65 reti e risultando essere il giocatore più impiegato da Simone Inzaghi nell'arco della stagione.
Nella stagione 2018-2019 vince la sua seconda Coppa Italia, questa volta da protagonista, battendo in finale l'Atalanta per 2-0.
Nella stagione successiva vince anche la sua seconda Supercoppa italiana nella gara disputata contro i campioni d'Italia della Juventus.
Nella stagione 2020-2021, a causa di vari infortuni e scelte tecniche, il portiere albanese perde il posto da titolare in favore del neo-arrivato Pepe Reina, concludendo la stagione con appena 11 presenze e subendo 16 reti.
Nel 2021-2022 inizia come riserva di Reina per poi tornare a essere il titolare in dicembre.

#### Brentford
Il 14 luglio 2022, dopo dieci anni ed alla scadenza del contratto, lascia la Lazio con 175 presenze e 215 reti subite, firmando un contratto quadriennale con gli inglesi del Brentford dove nella sua prima stagione disputa unicamente due incontri, uno in FA Cup e l'altro in Coppa di Lega, nelle quali subisce una sola rete.
Nella stagione successiva, il 7 ottobre 2023, fa il suo esordio in Premier League nella sconfitta, per 2-1, contro il Manchester Utd.
Nei suoi due anni in Inghilterra ha trovato poco spazio giocando prevalentemente nelle coppe nazionali, fungendo da secondo di David Raya nella prima stagione e di Mark Flekken nella seconda.

#### AEK Atene
L'8 luglio 2024, Strakosha viene ingaggiato a titolo definitivo dall'AEK Atene, nella massima serie greca.

### Nazionale

#### Minore
Dopo aver vestito la maglia dell'Albania Under-17 e dell'Albania Under-19, il 14 agosto 2013 fa il suo esordio con la maglia dell'Albania Under-21 nella sconfitta per 1-0 contro l'Austria Under-21.

#### Maggiore
Il 29 agosto 2016 viene convocato dal commissario tecnico Gianni De Biasi per aggregarsi al ritiro della nazionale maggiore per l'amichevole contro il Marocco e la sfida di qualificazione alla Coppa del Mondo 2018 contro la Macedonia del Nord. Il 24 marzo 2017 arriva l'esordio contro l'Italia, match di qualificazione mondiale vinto dagli azzurri per 2-0 nel quale gioca tutti i 90 minuti per la squalifica del titolare Etrit Berisha.

## Statistiche

### Presenze e reti nei club
Statistiche aggiornate al 26 febbraio 2025.
| Stagione         | Squadra          | Campionato       | Campionato | Campionato | Coppe nazionali | Coppe nazionali | Coppe nazionali | Coppe continentali | Coppe continentali | Coppe continentali | Altre coppe | Altre coppe | Altre coppe | Totale | Totale |
| Stagione         | Squadra          | Comp             | Pres       | Reti       | Comp            | Pres            | Reti            | Comp               | Pres               | Reti               | Comp        | Pres        | Reti        | Pres   | Reti   |
| ---------------- | ---------------- | ---------------- | ---------- | ---------- | --------------- | --------------- | --------------- | ------------------ | ------------------ | ------------------ | ----------- | ----------- | ----------- | ------ | ------ |
| 2012-2013        | Lazio            | A                | 0          | 0          | CI              | 0               | 0               | UEL                | 0                  | 0                  | -           | -           | -           | 0      | 0      |
| 2013-2014        | Lazio            | A                | 0          | 0          | CI              | 0               | 0               | UEL                | 0                  | 0                  | SI          | 0           | 0           | 0      | 0      |
| 2014-2015        | Lazio            | A                | 0          | 0          | CI              | 0               | 0               | -                  | -                  | -                  | -           | -           | -           | 0      | 0      |
| 2015-2016        | Salernitana      | B                | 11         | -16        | CI              | 2               | 0               | -                  | -                  | -                  | -           | -           | -           | 13     | -16    |
| 2016-2017        | Lazio            | A                | 21         | -26        | CI              | 4               | -7              | -                  | -                  | -                  | -           | -           | -           | 25     | -33    |
| 2017-2018        | Lazio            | A                | 38         | -49        | CI              | 4               | -1              | UEL                | 10                 | -13                | SI          | 1           | -2          | 53     | -65    |
| 2018-2019        | Lazio            | A                | 35         | -39        | CI              | 5               | -2              | UEL                | 4                  | -5                 | -           | -           | -           | 44     | -46    |
| 2019-2020        | Lazio            | A                | 38         | -42        | CI              | 1               | -1              | UEL                | 4                  | -7                 | SI          | 1           | -1          | 44     | -51    |
| 2020-2021        | Lazio            | A                | 9          | -14        | CI              | 1               | -1              | UCL                | 1                  | -1                 | -           | -           | -           | 11     | -16    |
| 2021-2022        | Lazio            | A                | 23         | -29        | CI              | 0               | 0               | UEL                | 8                  | -7                 | -           | -           | -           | 31     | -36    |
| Totale Lazio     | Totale Lazio     | Totale Lazio     | 164        | -199       |                 | 15              | -12             |                    | 27                 | -33                |             | 2           | -3          | 208    | -247   |
| 2022-2023        | Brentford        | PL               | 0          | 0          | FACup+CdL       | 1+1             | -1 + 0          | -                  | -                  | -                  | -           | -           | -           | 2      | -1     |
| 2023-2024        | Brentford        | PL               | 2          | -2         | FACup+CdL       | 2+0             | -4              | -                  | -                  | -                  | -           | -           | -           | 4      | -6     |
| Totale Brentford | Totale Brentford | Totale Brentford | 2          | -2         |                 | 4               | -5              |                    | -                  | -                  |             | -           | -           | 6      | -7     |
| 2024-2025        | AEK Atene        | SL               | 23         | -15        | CG              | 2               | -6              | UECL               | 4                  | -6                 | -           | -           | -           | 29     | -27    |
| Totale carriera  | Totale carriera  | Totale carriera  | 200        | -232       |                 | 23              | -23             |                    | 31                 | -39                |             | 2           | -3          | 256    | -297   |

### Cronologia presenze e reti in nazionale
| Cronologia completa delle presenze e delle reti in nazionale ― Albania | Cronologia completa delle presenze e delle reti in nazionale ― Albania | Cronologia completa delle presenze e delle reti in nazionale ― Albania | Cronologia completa delle presenze e delle reti in nazionale ― Albania | Cronologia completa delle presenze e delle reti in nazionale ― Albania | Cronologia completa delle presenze e delle reti in nazionale ― Albania | Cronologia completa delle presenze e delle reti in nazionale ― Albania | Cronologia completa delle presenze e delle reti in nazionale ― Albania |
| Data                                                                   | Città                                                                  | In casa                                                                | Risultato                                                              | Ospiti                                                                 | Competizione                                                           | Reti                                                                   | Note                                                                   |
| ---------------------------------------------------------------------- | ---------------------------------------------------------------------- | ---------------------------------------------------------------------- | ---------------------------------------------------------------------- | ---------------------------------------------------------------------- | ---------------------------------------------------------------------- | ---------------------------------------------------------------------- | ---------------------------------------------------------------------- |
| 24-3-2017                                                              | Palermo                                                                | Italia                                                                 | 2 – 0                                                                  | Albania                                                                | Qual. Mondiali 2018                                                    | -2                                                                     |                                                                        |
| 28-3-2017                                                              | Elbasan                                                                | Albania                                                                | 1 – 2                                                                  | Bosnia ed Erzegovina                                                   | Amichevole                                                             | -2                                                                     | 46’                                                                    |
| 4-6-2017                                                               | Lussemburgo                                                            | Lussemburgo                                                            | 2 – 1                                                                  | Albania                                                                | Amichevole                                                             | -2                                                                     |                                                                        |
| 11-6-2017                                                              | Haifa                                                                  | Israele                                                                | 0 – 3                                                                  | Albania                                                                | Qual. Mondiali 2018                                                    | -                                                                      |                                                                        |
| 26-3-2018                                                              | Elbasan                                                                | Albania                                                                | 0 – 1                                                                  | Norvegia                                                               | Amichevole                                                             | -1                                                                     |                                                                        |
| 7-9-2018                                                               | Elbasan                                                                | Albania                                                                | 1 – 0                                                                  | Israele                                                                | UEFA Nations League 2018-2019 - 1º turno                               | -                                                                      |                                                                        |
| 10-9-2018                                                              | Glasgow                                                                | Scozia                                                                 | 2 – 0                                                                  | Albania                                                                | UEFA Nations League 2018-2019 - 1º turno                               | -2                                                                     |                                                                        |
| 14-10-2018                                                             | Be'er Sheva                                                            | Israele                                                                | 2 – 0                                                                  | Albania                                                                | UEFA Nations League 2018-2019 - 1º turno                               | -2                                                                     |                                                                        |
| 7-9-2019                                                               | Saint-Denis                                                            | Francia                                                                | 4 – 1                                                                  | Albania                                                                | Qual. Euro 2020                                                        | -4                                                                     |                                                                        |
| 10-9-2019                                                              | Elbasan                                                                | Albania                                                                | 4 – 2                                                                  | Islanda                                                                | Qual. Euro 2020                                                        | -2                                                                     |                                                                        |
| 11-10-2019                                                             | Istanbul                                                               | Turchia                                                                | 1 – 0                                                                  | Albania                                                                | Qual. Euro 2020                                                        | -1                                                                     |                                                                        |
| 14-10-2019                                                             | Chișinău                                                               | Moldavia                                                               | 0 – 4                                                                  | Albania                                                                | Qual. Euro 2020                                                        | -                                                                      |                                                                        |
| 4-9-2020                                                               | Minsk                                                                  | Bielorussia                                                            | 0 – 2                                                                  | Albania                                                                | UEFA Nations League 2020-2021 - 1º turno                               | -                                                                      |                                                                        |
| 7-9-2020                                                               | Tirana                                                                 | Albania                                                                | 0 – 1                                                                  | Lituania                                                               | UEFA Nations League 2020-2021 - 1º turno                               | -1                                                                     |                                                                        |
| 31-3-2021                                                              | Serravalle                                                             | San Marino                                                             | 0 – 2                                                                  | Albania                                                                | Qual. Mondiali 2022                                                    | -                                                                      |                                                                        |
| 8-9-2021                                                               | Elbasan                                                                | Albania                                                                | 5 – 0                                                                  | San Marino                                                             | Qual. Mondiali 2022                                                    | -                                                                      |                                                                        |
| 12-11-2021                                                             | Londra                                                                 | Inghilterra                                                            | 5 – 0                                                                  | Albania                                                                | Qual. Mondiali 2022                                                    | -5                                                                     |                                                                        |
| 15-11-2021                                                             | Tirana                                                                 | Albania                                                                | 1 – 0                                                                  | Andorra                                                                | Qual. Mondiali 2022                                                    | -                                                                      |                                                                        |
| 29-3-2022                                                              | Tirana                                                                 | Albania                                                                | 0 – 0                                                                  | Georgia                                                                | Amichevole                                                             | -                                                                      |                                                                        |
| 24-9-2022                                                              | Tel Aviv                                                               | Israele                                                                | 2 – 1                                                                  | Albania                                                                | UEFA Nations League 2022-2023 - 1º turno                               | -2                                                                     |                                                                        |
| 27-9-2022                                                              | Tirana                                                                 | Albania                                                                | 1 – 1                                                                  | Islanda                                                                | UEFA Nations League 2022-2023 - 1º turno                               | -1                                                                     |                                                                        |
| 27-3-2023                                                              | Varsavia                                                               | Polonia                                                                | 1 – 0                                                                  | Albania                                                                | Qual. Euro 2024                                                        | -1                                                                     |                                                                        |
| 10-9-2023                                                              | Tirana                                                                 | Albania                                                                | 2 – 0                                                                  | Polonia                                                                | Qual. Euro 2024                                                        | -                                                                      | 59’                                                                    |
| 17-10-2023                                                             | Tirana                                                                 | Albania                                                                | 2 – 0                                                                  | Bulgaria                                                               | Amichevole                                                             | -                                                                      | Cap.                                                                   |
| 20-11-2023                                                             | Tirana                                                                 | Albania                                                                | 0 – 0                                                                  | Fær Øer                                                                | Qual. Euro 2024                                                        | -                                                                      |                                                                        |
| 22-3-2024                                                              | Parma                                                                  | Albania                                                                | 0 – 3                                                                  | Cile                                                                   | Amichevole                                                             | -3                                                                     |                                                                        |
| 25-3-2024                                                              | Solna                                                                  | Svezia                                                                 | 1 – 0                                                                  | Albania                                                                | Amichevole                                                             | -1                                                                     |                                                                        |
| 7-6-2024                                                               | Szombathely                                                            | Albania                                                                | 3 – 1                                                                  | Azerbaigian                                                            | Amichevole                                                             | -1                                                                     |                                                                        |
| 15-6-2024                                                              | Dortmund                                                               | Italia                                                                 | 2 – 1                                                                  | Albania                                                                | Euro 2024 - 1º turno                                                   | -2                                                                     |                                                                        |
| 19-6-2024                                                              | Amburgo                                                                | Croazia                                                                | 2 – 2                                                                  | Albania                                                                | Euro 2024 - 1º turno                                                   | -2                                                                     |                                                                        |
| 24-6-2024                                                              | Düsseldorf                                                             | Albania                                                                | 0 – 1                                                                  | Spagna                                                                 | Euro 2024 - 1º turno                                                   | -1                                                                     |                                                                        |
| 7-9-2024                                                               | Praga                                                                  | Ucraina                                                                | 1 – 2                                                                  | Albania                                                                | UEFA Nations League 2024-2025 - 1º turno                               | -1                                                                     |                                                                        |
| 10-9-2024                                                              | Tirana                                                                 | Albania                                                                | 0 – 1                                                                  | Georgia                                                                | UEFA Nations League 2024-2025 - 1º turno                               | -1                                                                     |                                                                        |
| 11-10-2024                                                             | Praga                                                                  | Rep. Ceca                                                              | 2 – 0                                                                  | Albania                                                                | UEFA Nations League 2024-2025 - 1º turno                               | -2                                                                     |                                                                        |
| 14-10-2024                                                             | Tbilisi                                                                | Georgia                                                                | 0 – 1                                                                  | Albania                                                                | UEFA Nations League 2024-2025 - 1º turno                               | -                                                                      |                                                                        |
| 16-11-2024                                                             | Tirana                                                                 | Albania                                                                | 0 – 0                                                                  | Rep. Ceca                                                              | UEFA Nations League 2024-2025 - 1º turno                               | -                                                                      |                                                                        |
| 19-11-2024                                                             | Tirana                                                                 | Albania                                                                | 1 – 2                                                                  | Ucraina                                                                | UEFA Nations League 2024-2025 - 1º turno                               | -2                                                                     |                                                                        |
| 21-3-2025                                                              | Londra                                                                 | Inghilterra                                                            | 2 – 0                                                                  | Albania                                                                | Qual. Mondiali 2026                                                    | -2                                                                     | 82’                                                                    |
| 24-3-2025                                                              | Tirana                                                                 | Albania                                                                | 3 – 0                                                                  | Andorra                                                                | Qual. Mondiali 2026                                                    | -                                                                      |                                                                        |
| 7-6-2025                                                               | Tirana                                                                 | Albania                                                                | 0 – 0                                                                  | Serbia                                                                 | Qual. Mondiali 2026                                                    | -                                                                      |                                                                        |
| 10-6-2025                                                              | Riga                                                                   | Lettonia                                                               | 1 – 1                                                                  | Albania                                                                | Qual. Mondiali 2026                                                    | -1                                                                     |                                                                        |
| Totale                                                                 |                                                                        | Presenze (45º posto)                                                   | 41                                                                     |                                                                        | Reti                                                                   | -47                                                                    |                                                                        |

| Cronologia completa delle presenze e delle reti in nazionale ― Albania under 21 | Cronologia completa delle presenze e delle reti in nazionale ― Albania under 21 | Cronologia completa delle presenze e delle reti in nazionale ― Albania under 21 | Cronologia completa delle presenze e delle reti in nazionale ― Albania under 21 | Cronologia completa delle presenze e delle reti in nazionale ― Albania under 21 | Cronologia completa delle presenze e delle reti in nazionale ― Albania under 21 | Cronologia completa delle presenze e delle reti in nazionale ― Albania under 21 | Cronologia completa delle presenze e delle reti in nazionale ― Albania under 21 |
| Data                                                                            | Città                                                                           | In casa                                                                         | Risultato                                                                       | Ospiti                                                                          | Competizione                                                                    | Reti                                                                            | Note                                                                            |
| ------------------------------------------------------------------------------- | ------------------------------------------------------------------------------- | ------------------------------------------------------------------------------- | ------------------------------------------------------------------------------- | ------------------------------------------------------------------------------- | ------------------------------------------------------------------------------- | ------------------------------------------------------------------------------- | ------------------------------------------------------------------------------- |
| 14-8-2013                                                                       | Valona                                                                          | Albania under 21                                                                | 0 – 1                                                                           | Austria under 21                                                                | Qual. Europeo Under-21 2015                                                     | -1                                                                              |                                                                                 |
| 9-9-2013                                                                        | Girona                                                                          | Spagna under 21                                                                 | 4 – 0                                                                           | Albania under 21                                                                | Qual. Europeo Under-21 2015                                                     | -4                                                                              |                                                                                 |
| 15-10-2013                                                                      | Elbasan                                                                         | Albania under 21                                                                | 0 – 1                                                                           | Bosnia ed Erzegovina under 21                                                   | Qual. Europeo Under-21 2015                                                     | -1                                                                              |                                                                                 |
| 5-3-2014                                                                        | Graz                                                                            | Austria under 21                                                                | 1 – 3                                                                           | Albania under 21                                                                | Qual. Europeo Under-21 2015                                                     | -1                                                                              |                                                                                 |
| 8-10-2014                                                                       | Buzău                                                                           | Romania under 21                                                                | 3 – 1                                                                           | Albania under 21                                                                | Amichevole                                                                      | -1                                                                              | 46’                                                                             |
| 14-11-2014                                                                      | Dubai                                                                           | Albania under 21                                                                | 3 – 2                                                                           | Bahrein under 21                                                                | Torneo di Dubai                                                                 | -2                                                                              |                                                                                 |
| 16-11-2014                                                                      | Dubai                                                                           | Uzbekistan under 21                                                             | 1 – 0                                                                           | Albania under 21                                                                | Torneo di Dubai                                                                 | -1                                                                              |                                                                                 |
| 18-11-2014                                                                      | Dubai                                                                           | Emirati Arabi Uniti under 21                                                    | 1 – 0                                                                           | Albania under 21                                                                | Torneo di Dubai                                                                 | -1                                                                              |                                                                                 |
| 16-6-2015                                                                       | Sollentuna                                                                      | Svezia under 21                                                                 | 4 – 1                                                                           | Albania under 21                                                                | Amichevole                                                                      | -2                                                                              | 55’                                                                             |
| 3-9-2015                                                                        | Tirana                                                                          | Albania under 21                                                                | 1 – 1                                                                           | Israele under 21                                                                | Qual. Europeo Under-21 2017                                                     | -1                                                                              |                                                                                 |
| 13-10-2015                                                                      | Felcsút                                                                         | Ungheria under 21                                                               | 2 – 2                                                                           | Albania under 21                                                                | Qual. Europeo Under-21 2017                                                     | -2                                                                              |                                                                                 |
| 12-11-2015                                                                      | Arouca                                                                          | Portogallo under 21                                                             | 4 – 0                                                                           | Albania under 21                                                                | Qual. Europeo Under-21 2017                                                     | -4                                                                              |                                                                                 |
| 16-11-2015                                                                      | Elbasan                                                                         | Albania under 21                                                                | 2 – 0                                                                           | Liechtenstein under 21                                                          | Qual. Europeo Under-21 2017                                                     | -                                                                               |                                                                                 |
| 24-3-2016                                                                       | Elbasan                                                                         | Albania under 21                                                                | 0 – 0                                                                           | Grecia under 21                                                                 | Qual. Europeo Under-21 2017                                                     | -                                                                               |                                                                                 |
| 28-3-2016                                                                       | Elbasan                                                                         | Albania under 21                                                                | 2 – 1                                                                           | Ungheria under 21                                                               | Qual. Europeo Under-21 2017                                                     | -1                                                                              |                                                                                 |
| 10-8-2016                                                                       | San Benedetto del Tronto                                                        | Italia under 21                                                                 | 0 – 0                                                                           | Albania under 21                                                                | Amichevole                                                                      | -                                                                               | cap.                                                                            |
| 2-9-2016                                                                        | Atene                                                                           | Grecia under 21                                                                 | 2 – 1                                                                           | Albania under 21                                                                | Qual. Europeo Under-21 2017                                                     | -2                                                                              | cap.                                                                            |
| Totale                                                                          |                                                                                 | Presenze                                                                        | 17                                                                              |                                                                                 | Reti                                                                            | -24                                                                             |                                                                                 |

## Palmarès

### Club

#### Competizioni giovanili
- Campionato Primavera: 1

Lazio: 2012-2013
- Coppa Italia Primavera: 1

Lazio: 2013-2014
- Supercoppa Primavera: 1

Lazio: 2014

#### Competizioni nazionali
- Coppa Italia: 2

Lazio: 2012-2013, 2018-2019
- Supercoppa italiana: 2

Lazio: 2017, 2019